# ГЕС Літ/Алфен
ГЕС Літ/Алфен (нід. Lith/Alphen) — гідроелектростанція у Нідерландах в провінції Північний Брабант. При потужності лише 14 МВт ця ГЕС, тим не менш, є найпотужнішою в країні, котра вирізняється рівнинним рельєфом.
Ще у середині 1930-х років на Маасі біля селища Літ (за два десятки кілометрів на захід від Неймегена) спорудили греблю та шлюз, призначені для підтримки судноплавства.
У 1990 році комплекс доповнили гідроелектростанцією, розмістивши машинний зал біля правого берега. Він обладнаний чотирма турбінами типу Каплан, які при напорі у 3,7 метра забезпечують виробництво на рівні 57 млн кВт·год електроенергії на рік.